# Skuggklotterlav
Skuggklotterlav (Opegrapha gyrocarpa) är en lavart som beskrevs av Flot. Skuggklotterlav ingår i släktet Opegrapha och familjen Roccellaceae.  Arten är reproducerande i Sverige. Inga underarter finns listade i Catalogue of Life.